# Bembidion quadripustulatum quadripustulatum
Bembidion quadripustulatum quadripustulatum é uma subespécie de insetos coleópteros pertencente à família Carabidae.
A autoridade científica da subespécie é Audinet-Serville, tendo sido descrita no ano de 1821.
Trata-se de uma subespécie presente no território português.